# Sacrificium (álbum Xandria)

## Sacrificium (álbum)
Sacrificium é o sexto Álbum de estúdio da banda alemã de Symphonic Metal Xandria. O qual teve seu lançamento em 2 de maio de 2014 pela gravadora Napalm Records.

## Background
De acordo com a banda, o álbum continua com a "mesma pegada e direção musical" do álbum anterior, o Neverworld's End. 
Exatamente antes das gravações do álbum começarem, a vocalista Manuela Kraller que acompanhava a banda desde 2010 informou aos membros da banda que deixaria de ser a vocalista do Xandria. Ela então foi substituída pela Soprano Dianne van Giersbergen. O álbum também é o primeiro a contar com a presença de Steven Wussow como baixista.

## Lista de faixas
Standard & Mediabook Edition - CD 1
1. "Sacrificium" - 10:07
2. "Nightfall" - 3:56
3. "Dreamkeeper" - 4:36
4. "Stardust" - 5:33
5. "The Undiscovered Land" - 7:22
6. "Betrayer" - 6:06
7. "Until the End" - 5:39
8. "Come with Me" - 4:56
9. "Little Red Relish" - 4:32
10. "Our Neverworld" - 3:46
11. "Temple of Hate" - 5:50
12. "Sweet Atonement" - 4:14

Mediabook Edition - CD 2
1. "The Watcher" (Bonus Track) - 4:43
2. "Sacrificium" (Instrumental) - 10:04
3. "Nightfall" (Instrumental) - 3:56
4. "Dreamkeeper" (Instrumental) - 4:36
5. "Stardust" (Instrumental) - 5:33
6. "The Undiscovered Land" (Instrumental) - 7:22
7. "Betrayer" (Instrumental) - 6:05
8. "Until the End" (Instrumental) - 5:39
9. "Come with Me" (Instrumental) - 4:56
10. "Little Red Relish" (Instrumental) - 4:32
11. "Our Neverworld" (Instrumental) - 3:46
12. "Temple of Hate" (Instrumental) - 5:49
13. "Sweet Atonement" (Instrumental) - 4:14